# خانه آفتابگردان

گل آفتاب‌گردان گیاهی است که مسیر حرکت خورشید را از زمان طلوع تا غروب جهت استفاده از نور آن در آسمان دنبال می‌کند. با توجه به پیشرفتهای تکنولوژی برترین و کارآمدترین تکنولوژی‌های دنیا تکنولوژیهایی هستند که از طبیعت و قوانین جاری در آن الهام گرفته‌اند.آفتاب گردان، یک خانهٔ سازگار با محیط زیست است که توسط رولف دیش (rolf disch) معمار آلمانی در پی جلوگیری از احداث یک نیروگاه اتمی، طراحی شده است. از دیگر پروژه‌های قابل توجه این معمار می‌توان به طراحی کشتی خورشیدی اشاره کرد که تأثیر به سزایی در صرفه جویی انرژی دارد 
. از این نوع بنا سه نمونه در آلمان با کاربریهای متفاوتی ساخته شده است. اولین نسخه آزمایشی در سال ۱۹۹۴ به عنوان خانه معمار درفرایبورگ ساخته شد. در حالی که دو نمونه بعدی یکی به عنوان ساختمان نمایشگاه برای یک شرکت در آفنبورگ و نمونه دوم به عنوان آزمایشگاه یک دندانپزشکی در بایرن مورد استفاده قرار گرفت. این خانه از انرژی خورشیدی حداکثر بهره را می‌برد، زیرا مانند گل آفتابگردان مسیر حرکت خورشید در آسمان را تعقیب کرده و از آن انرژی دریافت می‌کند. همچنین چرخش این بنا باعث شده است تا فضاهای داخلی خانه به طور کامل نور آفتاب رادر یافت کنند و مقداری از نور دریافتی را به انرژی الکتریکی و مقداری از آن را در مصالح اتاقها و دیگر فضاها ذخیره کند. چندین گیرنده برای دریافت انرژی در ساختمان تعبیه شده است. ازجمله این گیرنده‌ها: دو محور پانل ردیابی خورشیدی فتوولتائیک به مساحت ۶۰۳ فوت مربع، یک مبدل زمین گرمایی، نرده‌های خورشیدی بالکن که برای تأمین حرارت و تولید آب گرم مورد استفاده قرار می‌گیرد. همچنین این بنا طوری طراحی شده است که هیچ دی اکسید کربنی تولید نمی‌کند. استفاده از این نوآوری و همچنین استفاده از عایق مناسب باعث شده این ساختمان چهار تا شش برابر بیشتر از انرژی مصرفی خود انرژی تولید کند. این ساختمان همچنین به یک سیستم تصفیه آب خاکستری و یک سیستم زباله سوز مجهز شده است. همزمان با ساخت گل آفتابگردان فرایبرگ، رولف گل آفتابگردان دیگری را به عنوان نمایشگاه در افنبرگ طراحی کرد، و به دنبال آن گل آفتابگردان سوم با کارکرد یک لابراتوار فنی طراحی و ساخته شد. طراحی منحصر به فرد رولف با تغییر عملکرد یک خوابگاه خصوصی به آزمایشگاه و در عین حال حفظ تعادل انرژی این ساختمان‌ها را متمایز کرد. علاوه بر طراحی گل آفتابگردان اولیه نسخه‌های بیشتری از پروژه را در برنامه خود داشت. به عنوان مثال یکی از این پروژه‌ها یک Rolf disch هتل چرخشی بود که هر مهمان می‌توانست یک دید ۳۶۰ درجه به اطراف داشته باشد. همچنین وی یک غرفه برای EXPO سال ۲۰۱۰ طراحی کرد.

## انرژی مثبت :PLUS ENERGY
PlusEnergy یا انرژی مثبت یک مفهوم جدید بود که توسط رولف ابداع شد، که نشان می‌دهد انرژی تولید شده بیش از انرژی مصرفی است. او با تکمیل محل اقامت خصوصی خود (گل آفتابگردان) در سال ۱۹۹۴ اولین خانه انرژی مثبت را به جهان معرفی کرد. منطق مطلق رولف باعث طراحی خانه‌ای شد که انرژی
تولیدی آن بیش از مصرف خودش بود. هدف بعدی او فضاهای مسکونی، تجاری و خرده فروشیها بود. PlusEnergy یا انرژی مثبت یک مفهوم ساده است که در طراحی فنی تحقق می‌یابد و یک ضرورت اساسی زیست‌محیطی است. رولف ادعا می‌کند که ساختمان غیرفعال کافی نیست، چرا که هنوز دی اکسید کربن به اتمسفر منتشر می‌کند. این بنا به طوری برنامه‌ریزی و زمانبندی شده است تا انرژی تابشی خورشید را تبدیل به انرژی جنبشی کرده و از این طریق با تعقیب حرکت خورشید انرژی بیشتری از آن دریافت کند. این خانه پس از دریافت انرژی مورد نیاز خود مازاد انرژی تولید شده را به شبکه برق سراسری انتقال می‌دهد.

## استفاده از آب و مدیریت زباله‌های طبیعی
به منظور استفاده کامل از تمام انرژیهای در دسترس، یک سیتم جمع‌آوری آب باران نیز در این خانه در نظر گرفته شده است همچنین یک مدار آّب خاکستری (برای شستشو) در ساختمان تعبیه شده است. در این ساختمان از سیستم کمپوست کننده فاضلاب نیز استفاده می‌شود.

## راحتی سکونت
یکی از جاذبه‌های اصلی این خانه، جدا از نیازهای پایین انرژی آن، مشاهده چرخش آن است. این ساختمان با توجه به حرکت خورشید می‌چرخد و نمایش این چرخش دیدنی است. این ویژگی سبب شده است تا فضاهای داخلی خانه از نور و انرژی بیشتری بهره ببرند.
عرشه سقف شامل یک خورشید، عرشه تماشا و باغچه است. پانل‌های خورشیدی که در سقف قرار دارد علاوه بر تولید انرژی، محافظ آفتاب و باران در روی پشت بام است. همه طبقه‌ها از طریق پله مارپیچ که هسته مرکزی سازه بنا نیز می‌باشد به یکدیگر راه دارند که این خود باعث کاهش سطح راهروها شده است.